# Zgoda (Braniewo)
Pour les articles homonymes, voir Zgoda (homonymie).

Zgoda est un village polonais de la voïvodie de Varmie-Mazurie, dans le powiat de Braniewo.